# Краљ Саудијске Арабије
Краљ Саудијске Арабије је апсолутни монарх у Саудијској Арабији и старјешина династије Сауд. Познат је под титулом „чувар две свете џамије“ (арап. خادم الحرمين الشريفين), која означава јурисдикцију Саудијске Арабије над џамијама Ел Месџид ел Харам у Меки и Ел Месџид ен Набави у Медини. Назив је коришћен много пута кроз историју ислама. Први саудијски монарх који је користио ту титулу био је краљ Фејсал, међутим, краљ Халид није користио титулу после њега. Краљ Фахд је 1986. године заменио име „Његово величанство“ титулом чувар две свете џамије, и од тада су је користили и краљ Абдулах и краљ Салман.
Краљ је и врховни судија у земљи и има право амнестије и помиловања осуђених. Судови суде на основу шеријата.

## Историја
Краљ Саудијске Арабије Ибн Сауд обично познат у арапском свијету као Абдулазиз, а на Западу као Ибн Сауд, био је први монарх и утемељитељ Саудијске Арабије односно "треће саудијске државе". Краљ Абдулазиз ибн Сауд почео је да осваја савремену Саудијску Арабију 1902. године враћајући своју породицу као емир Ријада. Након тога је прво освојио Наџд (1922), а затим и Хиџаз (1925).
Ибн Сауд је прогласио своју власт над Султанатом Наџд 1921, непосредно пре завршетка освајања региона. Проглашен је краљем Хиџаза 1926, а Наџд је постао краљевина 1927. Следећих пет година, Ибн Сауд је управљао два дела свог царства као одвојеним ентитетима. Формално је ујединио своје територије 23. септембра 1932. године, у Краљевину Саудијску Арабију.
Централна институција власти земље је Саудијска монархија. У закону усвојеном 1992. године наведено је да је Саудијска Арабија монархија под влашћу синова и унука првог краља Абдулазиза ибн Абдула Рахмана ел Сауда.

## Оснивање краљевине
Почетак нове историје Арабије почиње средином 18. века. Покрет који су започели Мухамед ибн Абдул Вахаб и Мухамед ибн Сауд, што је резултирало брзим ширењем моћи династије Сауд у централној и источној Арабији. Њеихова владавина почетком 19. века. простирала се од Палмире до Омана и била је највећа административна територија на Арапском полуострву од времена пророка. Ово је била прва саудијска држава чија је владавина окончана рушењем главног града Дираџа. Након обнове саудијске државе за неколико година уследило је успостављање друге саудијске државе која је трајала до 1891. године. Након периода стагнације, покрет је коначно оживео обновитељ саудијске државе, Абд ал-Азиз ибн Сауд, да би 23. септембра 1932. године створио краљевину Саудијске Арабије, која се протезала од Персијског залива до Црвеног мора. Краљ Абдулазиз ибн Сауд успоставио је висок стандард безбедности у краљевству, регулисао цене превоза за хаџ, увео радио, бежични телеграф, телефонску и аутобуску услугу. Након његове владавине, која је трајала до 1953. године, наследили су га његови синови Сауд (1953-1964), Фајсал (1964-1975), Халид (1975-1982), Фахд (1982-2005), Абдулах (2005-2015) и Салман (2015— данас).

## Наслеђивање
После смрти краља Ибн Сауда сви краљеви су били његови синови, а вероватно сви ће непосредни наследници владајућег краља Салмана бити из његовог потомства. Сматра се да синови Ибн Сауда имају примарно право на трон Саудијске Арабије. Ово чини саудијску монархију прилично различитом од западних монархија, које обично имају велике, јасно дефинисане краљевске породице и редослед сукцесије, и користе апсолутни прворођени систем сукцесије. Мухамед ибн Наиф је био први унук Ибн Сауда који је био у наследству пре него што је смењен са положаја престолонаследника краљевским декретом 2017. године. Тренутни престолонаследник и вероватно будући краљ је Мухамед ибн Салман.

## Краљеви Саудијске Арабије (од 1932. до данас)
| Име владара                   | Животни век                                      | Почетак владавине   | Крај владавине              | Белешке                                                                                                 | Династија | Слика                        |
| Абдулазиз Ибн Сауд عبد العزيز | 26. новембар 1876. — 9. новембар 1953. (76 год.) | 23. септембар 1932. | 9. новембар 1953.           | Абдулазиз ибн Сауд, био је први монарх и утемељитељ Саудијске Арабије односно „треће саудијске државе". | Сауд      |                              |
| Сауд سعود                     | 12. јануар 1902. — 23. фебруар 1969. (67 год.)   | 9. новембар 1953.   | 2. новембар 1964. (свргнут) | Син Ибн Сауда и Вадхе ибн Мухамад ел Ораир                                                              | Сауд      | Сауд од Саудијске Арабије    |
| Фајсал فيصل                   | 14. април 1906. — 25. март 1975. (68 год.)       | 2. новембар 1964.   | 25. март 1975 (убијен)      | Син Ибн Сауда и Тарфа ибн Абдулах ел Шеик                                                               | Сауд      | Фајсал од Саудијске Арабије  |
| Халид خالد                    | 13. фебруар 1913. — 13. јун 1982. (69 год.)      | 25. март 1975.      | 13. јун 1982.               | Син Ибн Сауда и Ел Јавхара ибн Мусаед ел Јилуви                                                         | Сауд      | Халид од Саудијске Арабије   |
| Фахд فهد                      | 16. март 1921. — 1. август 2005. (84 год.)       | 13. јун 1982.       | 1. август 2005.             | Син Ибн Сауда и Хусе ибн Ахмед ел Судаири                                                               | Сауд      | Фахд од Саудијске Арабије    |
| Абдулах عبد الله              | 1. август 1924. — 23. јануар 2015. (90 год.)     | 1. август 2005.     | 23. јануар 2015.            | Син Ибн Сауда и Фахде ибн Аси ел Шураим                                                                 | Сауд      | Абдулах од Саудијске Арабије |
| Салман سلمان                  | 31. децембар 1935.                               | 23. јануар 2015.    | на власти                   | Син Ибн Сауда и Хусе ибн Ахмед ел Судаири                                                               | Сауд      | Салман од Саудијске Арабије  |